# カルルとふしぎな塔
『カルルとふしぎな塔』は、2010年10月8日よりキッズステーションで放送された、日本アニメーション制作のテレビアニメ。キッズ劇場!!ピースのコーナーとしてテレビ神奈川でも放送。

## あらすじ
カルルたちの暮らす街には高い塔が建っていて、一日3回時守りじいさんが食事の時間を知らせる鐘を鳴らしている。しかし、ある日突然鐘が鳴らなくなった。カルルたちはまた鐘を鳴らしてもらおうと、塔を訪れるのだった。

## 登場人物
この世界の住人には帽子がとても重要な意味を持っており、全員何かしらの帽子や頭巾などをかぶっている。
カルル
声：高畑充希
本作の主人公でサルの少年。好奇心旺盛で、街の外の世界にあこがれを抱いている。
パネット
声：野中藍
見習いパン職人のウサギの少女。おっとりしているがあねご肌で、少々気が強い一面もある。
ロロ
声：清和祐子
果物屋を営むリスの少年。頑張り屋だけど少し臆病者。語尾に「～なの」とつけて話す。
時守りじいさん
声：ふくまつ進紗
町にある高い塔に一人でこもっている、眼鏡を掛けたカバの老人。大きなソファーに座っていることが多い。少々変わり者で、街の住民が顔を知らない人物。毎日3回食事の時間を知らせる鐘を鳴らしている。
カリンカ
声：進藤尚美
せんたく屋のアライグマのおばさん。
グロフ
声：宮崎寛務
古本屋の主人で物知りなカエルの男性。眼鏡を掛け、ステッキ杖を突いている。
ボム
声：牛田裕子
新人郵便配達員の子豚の少年だが、方向音痴。とてもよく鼻が利くので、匂いで住人たちの家の場所を見分けている。時守りじいさんのところにも配達に行っている。
ロビン
洋服屋の主人でキツネの男性。パネットに好意を持っているが、潔癖症。
シャボン
声：宮坂俊蔵
ベトスコス団長
声：武虎
ワニの男性。外の世界から久々にやってきた、移動遊園地の団長。左目に片眼鏡をしている。時守りじいさんの古い知り合い。
リリア
声：南波志帆
移動遊園地の空中ブランコ乗りである子熊の少女。
なお、リリアを演じる南波志帆は主題歌も担当している。
ピプ
声：西原久美子
リリアが森で保護した小さな謎の生き物。おたまじゃくしのような形で頭に花をつけている。「ぴぷ～」としか鳴かない。時守りじいさんが所有していた古い図鑑によると、蛹を経て羽化するらしい。
クーク
声：山田真一
外の世界からやってきたハゲワシの男性。移動遊園地のサーカス団の一員で、遊園地に先んじてチラシ配りにやって来た。
パナポネラ兄弟
声： ぬまっち
移動遊園地のサーカス団の一員で、大型のアリの6人の兄弟。

## スタッフ
- 監督 - 高木淳
- 構成・脚本 - 丸尾みほ
- 背景音楽 - 渡部チェル
- CG制作 - うもとゆーじ、ウサギ王
- キャラクターデザイン・美術コンセプト - 寺田順三
- 音響監督 - 早瀬博雪
- アニメーション制作 - 日本アニメーション
- 製作著作 - 日本アニメーション、キッズステーション、日本コロムビア、ホリプロ

## 主題歌
オープニングテーマ「解きかけのパズル」
作詞・作曲 - 矢野博康 / 編曲 - パスカルズ / 歌 - 南波志帆

## 各話リスト
| 話 | サブタイトル             | 絵コンテ | 演出                        |
| -- | ------------------------ | -------- | --------------------------- |
| 1  | カルルとおともだち       | 高木淳   | 奥村優子                    |
| 2  | カルルのおせんたく       | 日高麗   | 由水桂                      |
| 3  | カルルのミルク屋さん     | 日高麗   | 奥村優子                    |
| 4  | カルルと本屋さん         | 日高麗   | うもとゆーじ                |
| 5  | カルルと郵便屋さん       | 日高麗   | うもとゆーじ                |
| 6  | カルル、手紙を出す       | 日高麗   | 奥村優子                    |
| 7  | カルル、塔にのぼる       | 日高麗   | 由水桂                      |
| 8  | カルルと時守じいさん     | 日高麗   | 菱川パトリシア              |
| 9  | カルルと遠めがね         | 日高麗   | 由水桂                      |
| 10 | パネットとステキなドレス | 日高麗   | 菱川パトリシア              |
| 11 | 空からの落とし物         | 日高麗   | 奥村優子                    |
| 12 | カルルと塔のかざりつけ   | 日高麗   | うもとゆーじ                |
| 13 | 空飛ぶ遊園地がやってきた | 日高麗   | うもとゆーじ                |
| 14 | 空飛ぶ遊園地であそぼう   | 日高麗   | 菱川パトリシア              |
| 15 | カルルのおつかい         | 日高麗   | 由水桂                      |
| 16 | リリアのひみつ           | 日高麗   | 奥村優子                    |
| 17 | 好きな食べものはなあに?  | 日高麗   | 菱川パトリシア              |
| 18 | サーカスでさがしもの     | 日高麗   | うもとゆーじ                |
| 19 | 森であそぼう             | 日高麗   | 奥村優子                    |
| 20 | ピプがいなくなっちゃった | 日高麗   | うもとゆーじ                |
| 21 | みんなでピプをさがそう   | 日高麗   | 由水桂                      |
| 22 | なにかが塔にのぼってる!  | 日高麗   | 菱川パトリシア              |
| 23 | 塔がたおれちゃう!        | 日高麗   | 奥村優子                    |
| 24 | リリアのこもりうた       | 日高麗   | 由水桂                      |
| 25 | ピプのあたらしいすがた   | 日高麗   | うもとゆーじ                |
| 26 | 夢のはじまり             | 日高麗   | うもとゆーじ 菱川パトリシア |

## DVD
発売・販売元は日本コロムビア。ジャケットイラストは、寺田順三の描きおろし。
- カルルとふしぎな塔（1）第1話〜第6話収録（2010年12月22日発売） COBC-5887[2]
- カルルとふしぎな塔（2）第7話〜第12話収録（2011年3月2日発売） COBC-5888
- カルルとふしぎな塔（3）第13話〜第19話収録（2011年4月20日発売） COBC-5889
- カルルとふしぎな塔（4）第20話〜第26話収録（2011年4月27日発売） COBC-5890

## 書籍情報
絵本『カルルとふしぎな塔』
- 作：寺田順三
- ISBN 978-4-592-76146-4
- 発行：白泉社

2011年3月から小学館の幼児学習雑誌『めばえ』にて連載。

## イベント
- 「カルルとふしぎな塔 〜寺田順三の世界〜」展 （2012年5月 渋谷 ロゴスギャラリー、札幌パルコ[4] 2012年6月-7月 大阪 GALLERY AND TEA ROOM The 14th. MOON[5]）